# Safo, Faón y el Amor
Safo y Faón o Safo, Faón y el Amor es una pintura neoclásica de 1809 del pintor francés Jacques-Louis David que representa a Cupido, Safo y su amante Faón. Fue encargada por el príncipe Nikolai Yusupov para su Palacio Moika y actualmente es la única pintura de David en el Museo del Hermitage de San Petersburgo.
Es la segunda de las principales pinturas de David en tomar una historia de amor mitológica como tema, después de Los amores de Paris y Helena de 1788.  Visualmente muy similar a esa obra anterior, las dos pinturas son lo suficientemente parecidas como para que un dibujo preparatorio para Safo y Faón se identificara tradicionalmente como un boceto para Paris y Helena.  También puede haber recordado la pintura Safo cantando su poesía y acompañándose en la lira del tutor de pintura de David Joseph-Marie Vien, aunque esa pintura ahora se ha perdido y no sobreviven imágenes de ella. 
Safo aparece coronada de laurel y sentada en una silla a los pies de una cama en una habitación de decoración clasicista con columnas estriadas, suelo de mármol polícromo y vista a la izquierda de un paisaje rural (con dos palomas, las aves de Venus, posadas en el antepecho). Faón se encuentra de pie detrás de la silla, apoyando la diestra en el respaldo, sosteniendo una lanza y un arco. Es una "Safo galante" a quien el amor distrae de su arte: sobre las rodillas de la poetisa hay un pergamino con algunos de sus versos en alabanza de Faón, y un desnudo Cupido más mayor de lo habitual, efébico, se arrodilla frente a ella, llevándose su lira, que ella sonriendo intenta no perder mientras inclina la cabeza hacia atrás para que Faón la acune en su brazo izquierdo.
La obra recibió críticas: "Antaño censor de una sociedad libertina, el pintor se adhirió a los gustos refinados de la nueva clase dirigente". No es seguro que el propio David apreciara la obra. En 1814 escribió al príncipe Yusupov para pedirle un pequeño boceto, admitiendo que no había conservado ningún rastro del cuadro en París.